# Leoncavallo Live
Leoncavallo Live è un album live degli Üstmamò pubblicato nel 1994 dall'etichetta Leoncavallo Musika.

## Tracce
1. Omaggio – 1:50
2. Üstmamò – 3:09
3. Killer, Ghenga Radio Stampa – 3:31
4. Vietato Vietato – 3:39
5. 100 Pecore e 1 Montone – 7:55
6. Cuore di Segatura – 3:31
7. Acustico – 1:42
8. Semplicemente – 3:26
9. Ageo / Lepre – 8:05
10. Tannomai – 8:07
11. Filikudi – 4:15
12. Ultima Danza – 6:55
13. Rollamaffin – 5:29

## Formazione
- Mara Redeghieri - voce
- Ezio Bonicelli - chitarra, violino, melodica e sintetizzatori
- Luca Alfonso Rossi - basso, banjo, batteria elettronica, programmazione e cori
- Simone Filippi - chitarra e cori

- Turnisti:
- Marco Barberis (batteria)